# Marťan (román)
Marťan (v anglickém originále The Martian) je sci-fi román a první vydaná kniha amerického spisovatele Andyho Weira. Původně byla vydána v roce 2011 svépomocí, následně práva ke knize zakoupilo nakladatelství Crown Publishing, které vydalo knihu znovu v roce 2014. V České republice ji poprvé vydalo v roce 2015 nakladatelství Knižní klub.
Tento sci-fi román sleduje příběh amerického astronauta Marka Watneyho poté, co je opuštěn na Marsu. Aby přežil, musí improvizovat. Román je popisován jako spojení filmů Apollo 13 a Trosečník. Filmová adaptace této knihy, režírovaná Ridley Scottem, byla v kinech uvedena v říjnu 2015. V hlavní roli astronauta Watneyho se objevil Matt Damon. Česká audiokniha, v hlavní roli s Janem Zadražilem, byla vydána roku 2016.

## Shrnutí děje
Mark Watney je astronaut NASA, botanik a strojní inženýr, který je opuštěn na Marsu, když je posádka mise Áres 3 kvůli písečné bouři se silným větrem donucena evakuovat místo přistání v marsovské Acidalia Planitia. Watney je při evakuaci proboden anténou, přičemž je zničen počítač v jeho skafandru, který monitoruje jeho životní funkce, a zbývajících pět členů posádky jej považuje za mrtvého. Jeho zranění se ukáže být relativně lehkým, ale vzhledem k tomu, že nemá žádný způsob, jak se spojit se Zemí, musí se spolehnout na své vědecké a technické schopnosti, aby přežil. V obytné části modulu nazývané Habitat (zkráceně Hab), postaveném na povrchu Marsu pro celou posádku mise Áres 3, začne pěstovat brambory a spalovat hydrazin, aby vyrobil vodu. Začíná si vést deník, o kterém očekává, že jej objeví archeologové dlouho po jeho smrti. Když satelitní snímky místa přistání ukáží důkazy jeho činnosti a NASA zjistí, že je naživu, začíná pracovat na způsobu jeho záchrany. Tyto informace kvůli případnému rozrušení zatajuje přeživším z posádky Árese 3, kteří jsou na cestě zpět na Zemi v plavidle Hermes.
Watney má v úmyslu odcestovat 3200 kilometrů do Schiaparelliho kráteru, ve kterém má za 4 roky přistát mise Áres 4. Na tuto cestu začne upravovat jeden z roverů mise Áres 3, na který přidá solární články a další baterii. Vykoná dlouhou testovací jízdu, při které získá bezpilotní přistávací modul Pathfinder a rover Sojourner. Tyto stroje odveze do Habu, což mu umožní spojit se se Zemí. Mitch Henderson, letový ředitel mise Áres 3, přesvědčí správce agentury NASA Teddyho Sanderse, aby mu povolil informovat posádku mise Áres 3 o tom, že Watney přežil. Členové posádky jsou nadšeni, s výjimkou Melissy Lewis, velitelky mise, která je zdrcena vinou kvůli opuštění Watneyho.
Když se blíží Watneyho druhá sklizeň brambor, vada v plachtovině jedné z přechodových komor Habu způsobí kolaps této komory a celého Habu, což vystřelí Watneyho ven, přičemž se mu poškodí přilbice skafandru. Watney přežije a opraví Hab, ale rostliny jsou mrtvé, čímž mu znovu hrozí vyhladovění. NASA chvatně připraví bezpilotní sondu, která má za úkol poslat Watneymu zásoby, ale nosná raketa sondy se při vzletu rozpadne. Díky dohodě poskytne Čínská národní vesmírná agentura novou nosnou raketu k dalšímu pokusu, ale vzhledem k tomu, že není čas sestavit sondu s přistávacím modulem, stojí NASA před výzvou sestavit sondu, jejíž náklad bude schopen přežít havárii. Mezitím objeví astrodynamik Rich Purnell trajektorii využívající gravitace jako praku, která by mohla dostat Hermes a posádku mise Áres 3 zpět na Mars k záchraně Watneyho a tím výrazně prodloužit délku mise, přičemž bude čínská raketa využita k vynesení zásobovací sondy k lodi Hermes při jejím průletu kolem Země. Sanders vetuje „manévr Riche Purnella“, protože představuje mnohem větší riziko pro zbylé členy posádky, ale Mitch tajně odešle informace o manévru na loď Hermes. Všech pět členů posádky s plánem souhlasí, a jakmile započnou manévry, je NASA nucena vyslat zásobovací loď, aby jim zachránila život.
Watney pokračuje v úpravách roveru, protože součástí nového záchranného plánu je příjezd na zamýšlené místo přistání mise Áres 4 a odlet v marsovském odletovém modulu (MAV), který během dlouhých příprav pro misi Áres 4 již provedl bezpilotní přistání. Při práci na roveru Watney omylem vyzkratuje elektroniku Pathfinderu, čím opět ztratí možnost komunikovat se Zemí. Zásobovací sonda je úspěšně vypuštěna a přistává na lodi Hermes. Během doby, kdy se Watney připravuje na svou cestu do Schiaparelliho kráteru, objeví NASA písečnou bouři, která se blíží k zamýšlenému Watneyho kurzu a která by mohla kvůli zhoršení přírodních podmínek způsobit nedobíjení solárních článku na Watneyho roveru, ale nemůže se s Watneym nijak spojit a varovat jej. Při překračování Arabie Terry si Watney všimne, že jeho kurz ohrožuje písečná bouře, a díky hrubému odhadu její rychlosti a směru je schopen ji objet.
Poté, co přežije převržení roveru při sestupu do Schiaparelliho kráteru, dosáhne Watney odletového modulu a znovu naváže spojení s NASA. Obdrží instrukce o radikálních úpravách na modulu, které jsou nutné ke snížení jeho váhy a které mu umožní zkřížit průletovou dráhu lodi Hermes. Úpravy zanechají na přední části modulu velký otvor, který Watney překryje plachtovinou z Habu. Při odletu se plachtovina roztrhne, což zpomalí vzlet a zanechá odletový modul na kurzu, který neumožňuje záchranu Watneyho Hermesem. Lewis vymyslí plán k překřížení trajektorie odletového modulu zažehnutím korekčních motorů a následně snížením rychlosti Hermese na rychlost MAV proražením otvoru v přední přechodové komoře Hermese za použití improvizované výbušniny z cukru a tekutého kyslíku. Jeden ze členů posádky, připoutaný na postroji, použije pilotovanou manévrovací jednotku, se kterou je schopen zachránit Watneyho z odletového modulu a dopravit jej zpět na Hermes. V závěrečném záznamu v deníku Watney vyjadřuje své nadšení ze záchrany.

## Historie anglických vydání

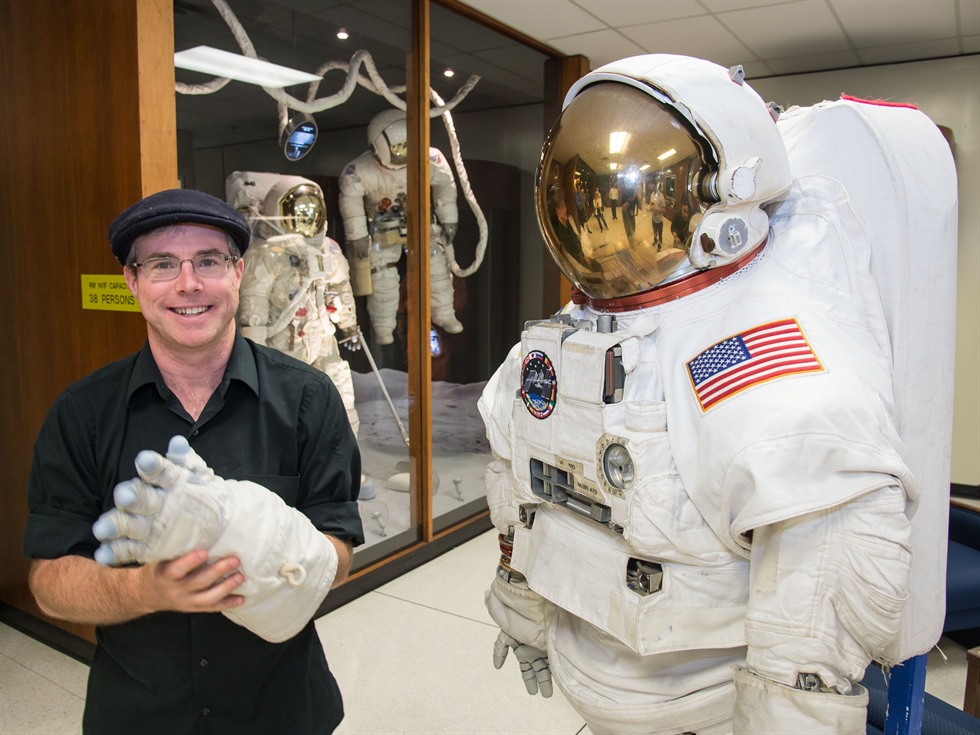
Andy Weir v NASA, 2015

Andy Weir, syn částicového fyzika, vystudoval informatiku. Knihu začal psát v roce 2009 po pečlivém výzkumu, kdy se snažil, aby byla kniha na základě momentálně existujících technologií co nejrealističtější. Weir dále zkoumal orbitální mechaniku, astronomii a historii pilotovaných vesmírných letů.
Vzhledem k sérii odmítnutí při snaze publikovat dřívější knihy se rozhodl zveřejnit knihu na svých internetových stránkách v seriálovém formátu - jednu kapitolu po druhé. Na žádost fanoušků vytvořil verzi pro Amazon Kindle, dostupnou na stránce Amazon a oceněnou na 99 centů (nastavitelné minimum). Verze pro Kindle se umístila na špici nejprodávanějších sci-fi titulů, když se během třech měsíců prodalo 35 000 licencí. To Weirovi zajistilo pozornost vydavatelů. Vydavatelství audioknih Podium Publishing koupilo práva na audioknihu v lednu 2013. Weir prodal knižní práva nakladatelství Crown v březnu 2013 za šestimístnou sumu (USD).
V žebříčku New York Times se kniha poprvé objevila dne 2. března 2014 v kategorii fikce v pevné vazbě, a to na dvanáctém místě.

## Edice
Novela Marťan byla v USA vydána nakladatelstvím Crown 11. února 2014. Audiokniha, vydaná nakladatelstvím Podium Publishing, vyšla v březnu 2013 na internetové stránce Audible a dále ve spojení s Brilliance Audio na CD. Tato audiokniha byla nominována na cenu Audie Award (2014) v kategorii sci-fi.
Audioknihu v českém jazyce vydalo nakladatelství OneHootBook v březnu 2016 s herci Janem Zadražilem a Janem Vondráčkem v režii Hynka Pekárka.